# La Châtelaine
La Châtelaine là một xã trong vùng hành chính Franche-Comté, thuộc tỉnh Jura, quận Lons-le-Saunier, tổng Arbois. Tọa độ địa lý của xã là 46° 52' vĩ độ bắc, 05° 49' kinh độ đông. La Châtelaine nằm trên độ cao trung bình là 570 mét trên mực nước biển, có điểm thấp nhất là 470 mét và điểm cao nhất là 633 mét. Xã có diện tích 13.17 km², dân số vào thời điểm 2004 là 132 người; mật độ dân số là 10 người/km².

## Thông tin nhân khẩu
| 1962 | 1968 | 1975 | 1982 | 1990 | 1999 |
| ---- | ---- | ---- | ---- | ---- | ---- |
| 107  | 111  | 108  | 123  | 120  | 133  |

## Địa điểm tham quan
Nhà thờ của La Châtelaine được xây dựng trong thế kỉ thứ 17, tháp chuông trong thế kỉ thứ 19.